# Hordeum
Hordeum és un gènere de plantes de la família de les poàcies, que té prop 30 espècies. És natiu de l'hemisferi nord de clima temperat, de l'Amèrica del sud temperada i també de Sud-àfrica. Rep els noms populars de gram pelut, gram vellós, margall marí, ordi marítim, ordi salvatge, trauca-sacs.
Una de les seves espècies, H. vulgare (ordi), és un dels cereals de més importància comercial i es dedica a pinso i maltejat a fer-ne la cervesa i el whiskey. Algunes espècies són males herbes i altres estan en perill de desaparèixer.

## Taxonomia
- Hordeum arizonicum
- Hordeum bogdanii
- Hordeum brachyantherum
  - H. brachyantherum subsp. brachyantherum
  - H. brachyantherum subsp. californicum
- Hordeum brevisubulatum
  - H. brevisubulatum subsp. brevisubulatum
  - H. brevisubulatum subsp. iranicum
  - H. brevisubulatum subsp. nevskianum
  - H. brevisubulatum subsp. turkestanicum
  - H. brevisubulatum subsp. violaceum
- Hordeum bulbosum
- Hordeum capense
- Hordeum chilense
- Hordeum comosum
- Hordeum cordobense
- Hordeum depressum
- Hordeum erectifolium
- Hordeum euclaston
- Hordeum flexuosum
- Hordeum fuegianum
- Hordeum guatemalense
- Hordeum gussoneanum (ordi de mar)
- Hordeum intercedens
- Hordeum jubatum (ordi cua de guineu)
- Hordeum lechleri
- Hordeum marinum (ordi de mar)
- Hordeum murinum (ordi de paret)
  - H. murinum subsp. murinum
  - H. murinum subsp. glaucum
  - H. murinum subsp. leporinum
- Hordeum muticum
- Hordeum patagonicum
  - H. patagonicum subsp. patagonicum
  - H. patagonicum subsp. magellanicum
  - H. patagonicum subsp. mustersi
  - H. patagonicum subsp. santacrucense
  - H. patagonicum subsp. setifolium
- Hordeum parodii
- Hordeum procerum
- Hordeum pubiflorum
  - H. pubiflorum subsp. pubiflorum
  - H. pubiflorum subsp. halophilum
- Hordeum pusillum (little barley)
- Hordeum roshevitzii
- Hordeum secalinum
- Hordeum stenostachys
- Hordeum tetraploidum
- Hordeum vulgare (ordi)
  - H. vulgare subsp. vulgare (barley)
  - H. vulgare f. distichon (ordi de dues carreres)
  - H. vulgare f. hexastichon (de sis carreres)
  - H. vulgare subsp. spontaneum (ordi silvestre)

## Sinònims
Critesion Raf.,
Critho E. Mey.,
Zeocriton Wolf.